# Prvi Kontinentalni kongres
Prvi Kontinentalni kongres bila je konvencija delegata trinaest britanskih sjevernoameričkih kolonija koji su se sastali u jesen 1774. godine, u predvečerje američke revolucije. Sazvana je kao odgovor na Nepodnošljive zakone britanskog Parlamenta, a održala se u dvorani Independence Hall u gradu Philadelphiji. Na Kongresu je sudjelovalo 56 delegata koje su imenovale skupštine Trinaest kolonija, s izuzetkom provincije Georgije, koja nije poslala delegate. Kongres je razmatrao opcije, organizirao ekonomski bojkot britanske robe, objavio popis nepravdi te poslao peticiju kralju Georgeu kako bi se te nepravde ispravile. 
Kongres je također odlučio sazvati novi Kontinentalni kongres u slučaju da peticija ne uspije spriječiti primjenu Nepodnošljivih zakona. S obzirom na to da peticija nije uspjela, sljedeće godine je sazvan Drugi Kontinentalni kongres koji je organizirao obranu kolonija u ratu za neovisnost.

## Vanjske poveznice
- The Continental Congress - History, Declaration and Resolves, Resolutions and Recommendations  Arhivirana inačica izvorne stranice od 26. listopada 2006. (Wayback Machine)
- Full text of Journals of the Continental Congress, 1774-1789
- Papers of the Continental Congress (Digitized Original Documents)  Arhivirana inačica izvorne stranice od 22. lipnja 2015. (Wayback Machine)